# Savage (Megan Thee Stallion)
Savage è un singolo della rapper statunitense Megan Thee Stallion, pubblicato il 7 aprile 2020 come terzo estratto dal terzo EP Suga.

## Descrizione
Il brano, che è stato scritto dalla stessa interprete insieme a Bobby Session, Jr. e Anthony White, in arte J. White Did It, e prodotto da quest'ultimo, ha ricevuto popolarità quasi immediata grazie ad una challenge sul social TikTok, ideata da Keara Wilson. È composto in chiave Si maggiore ed ha un tempo di 169 battiti per minuto.

## Accoglienza
Consequence ha definito Savage una delle tracce essenziali di Suga. Vulture l'ha descritta come «gioiosamente vanitosa», comparandola positivamente al primo singolo estratto dall'EP B.I.T.C.H.. Rob Sheffield di Rolling Stone ha affermato che la canzone vede la rapper al suo «massimo splendore» e al «top».

## Tracce
Download digitale – Major Lazer Remix
1. Savage (Major Lazer Remix) – 4:59

12"
- Lato A

1. Savage (Explicit)

- Lato B

1. Savage (Clean)

## Remix
Il 29 aprile 2020 viene pubblicata una versione remix del brano realizzata con la partecipazione della cantante statunitense Beyoncé, inclusa in seguito nel primo album in studio della rapper Good News. Tutti i ricavi della versione sono a beneficio della Bread of Life Houston, un'organizzazione impegnata alla lotta del COVID-19. Sono state lanciate nuove challenge su TikTok anche per la versione remixata, in particolare dalla stessa creatrice dell'originale, Keara Wilison.

### Promozione
Megan Thee Stallion ha eseguito Savage ai BET Awards il 28 giugno 2020.

### Accoglienza
Pitchfork ha lodato la presenza di Beyoncé nella canzone. Consequence e Jael Goldfine di Paper hanno entrambi notato le abilità da rapper della cantante. Scrivendo per GQ, Max Cea ha definito la collaborazione «una scelta naturale, i cui stili si completano a vicenda». Kiana Fitzgerald del Texas Monthly ha elogiato la collaborazione tra Stallion e Beyoncé, affermando che «rappresentano il fatto che sono donne realizzate a pieno, con vite che rispecchiano quelle dei loro ascoltatori nonostante le differenze negli stili di vita». A giugno 2020 Billboard ha eletto il remix la 2ª miglior canzone della prima metà dell'anno.

### Impatto
In seguito alla messa in commercio della versione Sylvester Turner, sindaco di Houston, ha annunciato l'assegnazione ad entrambe le artiste la loro giornata personale nella città natale. Il servizio a pagamento per adulti OnlyFans, citato dalla cantante in Savage, ha avuto un picco assoluto del traffico del 15% dopo l'uscita del remix.
Caitlin Kelley di Forbes ha evidenziato, grazie al remix, l'affermazione del potere mediatico nell'industria musicale di TikTok.

### Tracce
Download digitale
1. Savage (Remix) (feat. Beyoncé) – 4:02

12"
- Lato A

1. Savage (Remix ft. Beyoncé) (Explicit)
2. Savage (Remix ft. Beyoncé) (Clean)

- Lato B

1. Savage (Explicit)
2. Savage (Clean)

### Riconoscimenti
- American Music Awards[32]
  - 2020 – Candidatura alla Collaborazione dell'anno

- BET Awards[33]
  - 2021 – Viewers' Choice Award

- BET Hip Hop Awards[34]
  - 2020 – Collaborazione dell'anno
  - 2020 – Miglior strofa in una collaborazione
  - 2020 – Candidatura alla Canzone dell'anno

- E! People's Choice Awards[35]
  - 2020 – Candidatura alla Collaborazione del 2020

- Grammy Awards[36]
  - 2021 – Candidatura alla Registrazione dell'anno
  - 2021 – Miglior canzone rap
  - 2021 – Miglior interpretazione rap

- iHeartRadio Music Awards[37]
  - 2021 – Miglior collaborazione
  - 2021 – Candidatura alla Canzone hip hop dell'anno

- MTV Video Music Awards[38]
  - 2020 – Candidatura alla Canzone dell'estate

- NAACP Image Awards[39]
  - 2021 – Miglior collaborazione contemporanea
  - 2021 – Miglior canzone hip hop/rap

- Rockbjörnen[40]
  - 2021 – Candidatura alla Canzone straniera dell'anno

Riconoscimenti di fine anno
- 1º — The New York Times (Lindsey Zoladz)[41]
- 2º — Complex[42]
- 3º — Billboard[43]
- 3º — The Fader[44]
- 4º — Pitchfork[45]
- 4º — The Guardian[46]
- 12º — Rolling Stone[47]

## Successo commerciale
Dopo essere diventato virale su TikTok, il brano ha fatto il proprio ingresso in varie classifiche nazionali.

### Stati Uniti d'America
Nella Billboard Hot 100 statunitense Savage è salita dalla 14ª posizione alla 4ª nella pubblicazione del 9 maggio 2020, diventando la prima top ten di Megan Thee Stallion. È risultata la 2º canzone più scaricata della settimana con 26 000 copie digitali, ha incrementato del 48% a 26,9 milioni le riproduzioni streaming tanto da raggiungere la 3ª posizione della classifica relativa e ha aumentato del 52% la propria audience radiofonica a 40,5 milioni; grazie anche a due giorni di conteggio del remix con Beyoncé, che tuttavia non è stata accreditata in quanto la versione originale l'ha comunque superata complessivamente. La settimana successiva ha raggiunto la 2ª posizione, diventando la diciannovesima top ten di Beyoncé e aumentando complessivamente del 53% gli stream a 42,1 milioni di stream; oltre che a registrare sia un aumento del 27% degli ascoltatori radiofonici pari a 51,3 milioni che del 90% delle copie pure a 50 000. Di conseguenza è risultata la canzone più riprodotta sulle piattaforme streaming, la 2ª più scaricata e la 14ª più ascoltata in radio della settimana. Dopo essere scesa al 5º posto per una settimana seppur aumentando la propria audience radiofonica del 21% a 61,7 milioni, ha raggiunto la vetta nella pubblicazione del 30 maggio 2020 con 30 000 vendite pure (incuse quelle acquistate in CD e vinile tramite il sito della rapper), 30,5 milioni di stream e gli ascoltatori radiofonici pari a 53,7 milioni. Di conseguenza è divenuta la prima numero uno della Stallion e la settima di Beyoncé, rendendo la cantante la seconda artista, dopo Mariah Carey, ad arrivare in prima posizione nei decenni 2000, 2010 e 2020. Il brano, oltre a segnare la settima collaborazione femminile in cima alla Hot 100, ha raggiunto il primo posto della Digital Songs, regalando a Stallion la sua prima numero uno digitale e a Beyoncé la sua ottava, espandendo quindi il suo record come ottava artista ad averne accumulate di più. Si è spinto anche all'8º posto della Radio Songs, diventando la prima top ten radiofonica della rapper e la diciottesima per la cantante, che è così diventata la quinta ad averne totalizzate di più.
Durante la prima metà del 2020 è risultato il 3º brano più venduto in pure e l'8º più riprodotto in streaming.

### Resto del mondo
Nella classifica dei singoli britannica, la canzone ha esordito al numero 47 per poi raggiungere la 28ª posizione la settimana seguente grazie a 14 874 unità di vendita. Allo stesso tempo è diventata la canzone della Stallion con il picco più alto nella Official Singles Chart, superando Hot Girl Summer.
In Australia ha debuttato alla 23ª posizione nella settimana del 6 aprile 2020, divenendo la prima top fifty della rapper nella ARIA Singles Chart.

## Classifiche

### Classifiche settimanali
| Classifica (2020) | Posizione massima |
| ----------------- | ----------------- |
| Argentina         | 58                |
| Australia         | 4                 |
| Austria           | 23                |
| Belgio (Fiandre)  | 35                |
| Belgio (Vallonia) | 50                |
| Canada            | 9                 |
| Danimarca         | 16                |
| Estonia           | 15                |
| Francia           | 26                |
| Germania          | 33                |
| Grecia            | 9                 |
| Irlanda           | 3                 |
| Islanda           | 23                |
| Italia            | 28                |
| Lettonia          | 13                |
| Lituania          | 16                |
| Norvegia          | 17                |
| Nuova Zelanda     | 2                 |
| Paesi Bassi       | 28                |
| Portogallo        | 11                |
| Regno Unito       | 3                 |
| Repubblica Ceca   | 20                |
| Romania           | 51                |
| Singapore         | 26                |
| Slovacchia        | 17                |
| Stati Uniti       | 1                 |
| Svezia            | 16                |
| Svizzera          | 18                |
| Ungheria          | 8                 |

### Classifiche di fine anno
| Classifica (2020) | Posizione |
| ----------------- | --------- |
| Australia         | 40        |
| Canada            | 43        |
| Irlanda           | 35        |
| Nuova Zelanda     | 34        |
| Portogallo        | 87        |
| Regno Unito       | 36        |
| Stati Uniti       | 15        |
| Ungheria          | 63        |

## Date di pubblicazione
| Paese       | Data           | Formato                      | Versione      | Nota   |
| ----------- | -------------- | ---------------------------- | ------------- | ------ |
| Stati Uniti | 7 aprile 2020  | Contemporary hit radio       | Originale     | [ 10 ] |
| Mondo       | 29 aprile 2020 | Download digitale, streaming | Beyoncé Remix | [ 78 ] |
| Regno Unito | 8 maggio 2020  | Contemporary hit radio       | Beyoncé Remix | [ 79 ] |
| Regno Unito | 8 maggio 2020  | Urban contemporary           | Beyoncé Remix | [ 80 ] |